# Муайир, Дуст Али-хан
Дуст Али-хан Муайир (азерб. Dust Əli xan Muayir; ум. 1873, Тегеран, Каджарский Иран) — государственный и общественный деятель Каджарского государства, коллекционер произведений искусства.

## Биография
Дуст Али-хан происходил из семьи министров и государственных деятелей Сефевидов, которые достигли особой известности во второй половине правления Мухаммед шаха Каджара и в правление его преемника Насреддина. Его отец Хусейн Али-хан II был первым из трех членов семьи, носившим титул Муайир-аль-мамалик, и начал как накапливать состояние, так и проявлять художественные интересы, что стало основным делом семьи в течение следующих трех поколений. Мать Фарзана-ханым же была тридцать девятой дочерью Фатали шаха. Дуст Али Хан был назначен на многочисленные придворные должности, в том числе на должность надзирателя за королевскими зданиями, кульминацией которого стало его назначение пробирщиком государства в 1866—1867 годах. Его интерес к художественному искусству был унаследован от его отца. Дуст Али-хан был ведущим покровителем искусства и архитектуры своего времени: как и следовало ожидать от государственного деятеля его уровня, он заказал как жилые, так и религиозные здания и создал заметную личную библиотеку. Гордость Дуст Али-хана за свои достижения передана акварельным портретом, который сейчас находится в Лувре, на котором он изображен стоящим на фоне пейзажа с его резиденцией в Шемиране, Баг-и Фердоус вдалеке.
Более циничный наблюдатель жизни Каджаров, граф де Рошешуар, отмечает в своих мемуарах, что Дуст Али-хан собирал эротические европейские картины с изображением Венер для украшения одной из своих приемных комнат. Среди других его достижений в качестве руководителя шахских зданий является строительство для Насреддин шаха двух самых знаменитых архитектурных проектов того времени, дворца Шамс-оль-Эмара, завершенного в 1865—1866 годах, и театра Такия Довлат, оба в дворцовом комплексе Голестан. Дуст Али-хан также пожертвовал медресе в Тегеране, в котором учился выдающийся теолог Хадж Молла Мухаммед Тегерани. Дуст Али-хан также был назначен ответственным за участие государства на Всемирной выставке в Париже в 1867 году. Всемирная выставка стала международным форумом для продвижения декоративно-прикладного искусства незападных стран. Назначение на такой пост несло с собой как большую ответственность, так и значительный престиж.
Самуэль Бенджамин сообщает, что он был коллекционером рисунков, каллиграфии, гравюр и рукописей и создал одну из крупнейших библиотек на Ближнем Востоке. Влияние Дуст Али хана также распространялось непосредственно на окружение шаха, поскольку каджарские источники отмечают, что врач Насреддин шаха, Мирза Сеид Али Муайир, был бывшим протеже. Его отец руководил выпуском шести томов «Тысяча и одна ночь» — самого амбициозного рукописного проекта позднего каджарского периода, иллюстрированного Абуль-Хасан-ханом Гаффари Сани аль-Мульком и его учениками. Дуст Али-хан взял на себя руководство проектом, поскольку ему приписывают его завершение в 1852—1853 годах, за четыре года до смерти его отца. Смерть Дуст Али-хана в 1873 году положила начало снижению политического значения семьи Муайир.